# Takayoshi Shikida
Takayoshi Shikida (født 25. november 1977) er en tidligere japansk fodboldspiller.
Han har spillet for flere forskellige klubber i sin karriere, herunder JEF United Ichihara og Albirex Niigata.